# 金刚鼠李
金刚鼠李（学名：Rhamnus diamantiaca）为鼠李科鼠李属下的一个种。